# 主宰者民族民主
主宰者民族民主（英語：Herrenvolk democracy）是一种通过选举产生的政体，在这种政体下，只有一个民族或种族群体有投票、竞选公职和在官僚机构中任职的权利，而其他群体则被剥夺了选举权。主宰者民族民主是民族政治的分支，指的是由特定民族主导的国家治理形式，无论该形式是否通过选举产生。Herrenvolk一次源自德语，意为优等种族。在19世纪欧洲人以所宣称的种族优越性为依据，为殖民主义辩护。“主宰者民族民主”这个术语最早由社会学家皮埃尔·范登贝格于1967年在其著作《种族与种族主义》中使用。
美利坚联盟国（1861-1865年）、种族隔离制度下的南非（1948-1994年）以及利比里亚（1847-1946年）被视为主宰者民族民主的典型实例。以色列（1948年至今）对巴勒斯坦领土的占领同样被部分学者归类为主宰者民族民主，然而还有部分学者对此观点持有质疑态度。在1965年至1979年期间，脱离英国的罗得西亚属地维持了少数派制度。这一制度在某种程度上体现了赫伦沃克民主的特征，但由于多种现实因素的影响，未能有效地将其政治特权限制于占主导地位的民族或种族群体的成员。

### 书籍
- Roediger, David R. . Philadelphia: Verso Books. 1997. ISBN 9781844671458.